# Okres Sławno
Okres Sławno (polsky Powiat sławieński) je okres v polském Západopomořanském vojvodství. Jeho rozloha činí 1043,26 km² a v roce 2023 zde žilo 53 175 obyvatel. Sídlem správy okresu je město Sławno.

## Gminy
Městské:
- Darłowo
- Sławno

Vesnické:
- Darłowo
- Malechowo
- Postomino
- Sławno

## Města
- Darłowo
- Sławno

## Sousední okresy
| Růžice kompasu |          |              |        | Růžice kompasu |
| Růžice kompasu | Koszalin | Sever        | Słupsk | Růžice kompasu |
| Růžice kompasu | Koszalin | Okres Sławno | Słupsk | Růžice kompasu |
| Růžice kompasu | Koszalin | Jih          | Słupsk | Růžice kompasu |
| Růžice kompasu | Koszalin | Koszalin     | Słupsk | Růžice kompasu |